# Distretto di Rokha
Il distretto di Rokha è un distretto dell'Afghanistan appartenente alla provincia del Panjshir.